# Montbeillard (Rouyn-Noranda)
Pour les articles homonymes, voir Montbeillard.
Montbeillard est un quartier de Rouyn-Noranda et le nom d'une ancienne municipalité de la région administrative de l'Abitibi-Témiscamingue à l'ouest du Québec.

## Géographie
Montbeillard est situé à 38 kilomètres au sud du centre urbain de Rouyn-Noranda, sur la route 101, dans le district ouest qui comprend aussi les quartiers d'Arntfield et de Rollet et qui accueille 50 % des habitations de villégiature de l'ensemble de Rouyn-Noranda.
Le lac Opasatica longe les trois quartiers reliés entre eux aussi par la route 101. En bordure de ce lac, se trouvent les deux tiers des bâtiments de Montbeillard. Le village possède une école (fermée), un centre communautaire, une bibliothèque et un CLSC, ainsi que quelques commerces. La plupart des habitants ont leur emploi à Rouyn-Noranda et s'y déplacent chaque jour.

## Histoire
Débarqué du train à Rouyn-Noranda en 1932, les personnes sans emploi venus du sud de la province pour se trouver une terre sont débarqués le long du chemin Perreault jusqu'aux abords de la rivière Solitaire. Mais une trentaine d'hommes décident de s'installer dans le canton de Montbeillard.
Des années 1930 aux années 1960, l'activité économique principale est l'industrie agricole (particulièrement la production laitière). La Coopérative de la beurrerie fondée en 1940 offre un bref essor économique aux agriculteurs de Montbeillard et ses alentours avant de brûler quatre ans plus tard.
Jusqu'à la fin des années 1971, cinq moulins à scie se succédèrent au cœur de la paroisse et le bois des entrepreneurs se vendait chez Thibault et frères de Rouyn et chez Tremblay et frères d'Évain. Plusieurs entreprises artisanales vont prospérer (ateliers de vadrouilles, de bardeaux de cèdres, de taxidermie, cueillette de bleuets) dans les années 1960.
En 1979, cette paroisse devient la municipalité de Montbeillard.
À la suite des réorganisations municipales québécoises de 2002, l'ensemble des municipalités de la MRC de Rouyn-Noranda fusionnent en une seule.
En date du 1er janvier 2002, la ville de Rouyn-Noranda forme une municipalité régionale de comté.
Aujourd'hui la Ville de Rouyn-Noranda a le double statut de MRC et de municipalité locale,.

## Toponymie
Ce nom Saint-Augustin-de-Montbeillard provient du nom du capitaine François de Montbeillard, officier du régiment de Royal-Roussillon dans l'armée de Montcalm.

## Sentiers Opasatica
C'est un réseau de pistes totalisant 12 km créé dès 1976 par José Mediavilla. Ces sentiers se trouvent sur une formation géologique jeune de 1,1 milliard d'années, de dykes de gabbro qui s'avance dans le lac Opasatica. Les trois pistes parallèles (boucles), dont une longeant une crête, offrent une quinzaine de panoramas et traversent un écosystème forestier constitué de très gros pins, épinettes, thuyas et bouleaux jaunes.